# Пасубіо
Пасубіо — гірський масив в Італії.
Пасубіо знаходиться у Венетських Передальпах, на кордоні провінцій Віченца та Тренто, неподалік від так званих «Маленьких Доломітів» (італ. Piccole Dolomiti)
Найвища точка — Чима Палон з висотою 2232 м над рівнем моря. Пасубіо є домом для ендемічного гірського цвіркуну Монте-Пасубіо.